# Campionati del mondo di ciclismo su strada 2017 - Gara in linea femminile Elite
La gara in linea femminile Elite dei Campionati del mondo di ciclismo su strada 2017 si è svolta il 23 settembre 2017 con partenza ed arrivo da Bergen, in Norvegia, su un percorso di 152,8 km. L'olandese Chantal Blaak ha vinto la gara con il tempo di 4h06'30" alla media di 37,193 km/h, argento all'australiana Katrin Garfoot e a completare il podio la danese Amalie Dideriksen.
Presenti alla partenza 153 cicliste, delle quali 76 sono arrivate al traguardo.

## Squadre e corridori partecipanti
| N.      | Cod. | Squadra       |
| ------- | ---- | ------------- |
| 1-6     | DNK  | Danimarca     |
| 7-15    | NLD  | Paesi Bassi   |
| 16-22   | USA  | Stati Uniti   |
| 23-29   | ITA  | Italia        |
| 30-36   | AUS  | Australia     |
| 37-43   | GBR  | Gran Bretagna |
| 44-47   | BEL  | Belgio        |
| 48-53   | POL  | Polonia       |
| 54-59   | DEU  | Germania      |
| 60-65   | FRA  | Francia       |
| 66-71   | CAN  | Canada        |
| 72-73   | ZAF  | Sudafrica     |
| 74-75   | FIN  | Finlandia     |
| 76-81   | ESP  | Spagna        |
| 82-87   | NOR  | Norvegia      |
| 88-91   | LUX  | Lussemburgo   |
| 92      | CUB  | Cuba          |
| 93-97   | SWE  | Svezia        |
| 98-102  | RUS  | Russia        |
| 103     | UKR  | Ucraina       |
| 104-106 | LTU  | Lituania      |
| 107     | CZE  | Rep. Ceca     |
| 108-109 | NZL  | Nuova Zelanda |
| 110-111 | JPN  | Giappone      |

| N.      | Cod. | Squadra     |
| ------- | ---- | ----------- |
| 112-114 | HKG  | Hong Kong   |
| 115     | BRA  | Brasile     |
| 116-118 | SVN  | Slovenia    |
| 119-121 | COL  | Colombia    |
| 122-124 | AUT  | Austria     |
| 125-126 | MEX  | Messico     |
| 127-128 | CHI  | Cile        |
| 129-131 | SUI  | Svizzera    |
| 132-134 | KAZ  | Kazakistan  |
| 135     | SRB  | Serbia      |
| 136     | MRI  | Mauritius   |
| 137-138 | HUN  | Ungheria    |
| 139     | SVK  | Slovacchia  |
| 140-142 | ISR  | Israele     |
| 143     | AZE  | Azerbaigian |
| 144     | IRL  | Irlanda     |
| 145     | SIN  | Singapore   |
| 146     | GRC  | Grecia      |
| 147     | ROU  | Romania     |
| 148-149 | ETH  | Etiopia     |
| 150     | CYP  | Cipro       |
| 151     | PAR  | Paraguay    |
| 152-153 | ARG  | Argentina   |

## Ordine d'arrivo (Top 10)
| Pos. | Corridore            | Squadra     | Tempo    |
| ---- | -------------------- | ----------- | -------- |
| 1    | Chantal Blaak        | Paesi Bassi | 4h06'30" |
| 2    | Katrin Garfoot       | Australia   | a 28"    |
| 3    | Amalie Dideriksen    | Danimarca   | s.t.     |
| 4    | Annemiek van Vleuten | Paesi Bassi | s.t.     |
| 5    | Katarzyna Niewiadoma | Polonia     | s.t.     |
| 6    | Christine Majerus    | Lussemburgo | s.t.     |
| 7    | Susanne Andersen     | Norvegia    | s.t.     |
| 8    | Anna van der Breggen | Paesi Bassi | s.t.     |
| 9    | Emilia Fahlin        | Svezia      | s.t.     |
| 10   | Elena Cecchini       | Italia      | s.t.     |